# NGC 992
NGC 992 est une galaxie spirale située dans la constellation du Bélier. NGC 992 a été découverte par l'astronome américain Lewis Swift en 1866.

## Caractéristiques
NGC 992 présente une large raie HI et c'est une galaxie lumineuse dans l'infrarouge (LIRG).

### Distance
Sa vitesse par rapport au fond diffus cosmologique est de 3 901 ± 16 km/s, ce qui correspond à une distance de Hubble de 57,5 ± 4,0 Mpc (∼188 millions d'al).
À ce jour, neuf mesures non basées sur le décalage vers le rouge (redshift) donnent une distance de 62,967 ± 15,528 Mpc (∼205 millions d'al), ce qui est à l'intérieur des valeurs de la distance de Hubble.

### Luminosité dans l'infrarouge
La luminosité de la galaxie de NGC 992 dans l'infrarouge lointain (de 40 à 400 µm)  est égale à 7,41 × 1010 {\displaystyle L_{\odot }} (1010,87{\displaystyle L_{\odot }}) et sa luminosité totale dans l'infrarouge (de 8 à 1 000 µm) est de 1,05 × 1011 {\displaystyle L_{\odot }} (1011,02{\displaystyle L_{\odot }}).

## Groupe de NGC 976
NGC 992 fait logiquement partie groupe de NGC 976 car elle forme une paire de galaxie avec NGC 976. Selon A.M. Garcia, le groupe de NGC 976 renferme 11 galaxies. Ce sont les galaxies IC 1797, IC 1801, NGC 924, NGC 932 (NGC 930 dans l'article]), NGC 935, NGC 938, NGC 976, UGC 1965, UGC 2032, UGC 2064 et MCG 3-7-13. Quatre de ces 12 galaxies sont également inscrites dans un article d'Abraham Mahtessian paru en 1998. Il s'agit de NGC 924, NGC 930 (=NGC 932), NGC 935 et NGC 938. 